# Renault Magnum
El Renault Magnum es un camión que fue fabricado por la empresa francesa Renault Trucks desde 1990 hasta 2013. En 1991 ganó el premio Camión del Año Internacional.

## Motor
El motor del Magnum es el DXi13, su potencia puede alcanzar hasta los 500 CV si se trata de un vehículo Euro 4 y de 520 CV en la versión Euro 5.
El DXi13 pone su potencia y par al servicio de su velocidad comercial: el 90% de su capacidad total está disponible en menos de 2 segundos.
Euro 4: Desarrolla una potencia máxima de 500 CV y ofrece un par máximo elevado de 2.450 Nm entre 1.050 y 1.400 rpm.
Euro 5: Desarrolla una potencia máxima de 520 CV y ofrece un par máximo de 2550 Nm entre 1.050 y 1.430 rpm.
Para beneficiarse siempre de una potencia adaptada a las necesidades del conductor, el DXi13 (Euro 5) se ofrece en tres versiones:
- Potencia: 440 CV / 323 kW de 1.400 a 1.900 rpm
  - Par: 2.200 Nm de 1.020 a 1.400 rpm
- Potencia: 480 CV / 353 kW de 1.400 a 1.900 rpm.
  - Par: 2.400 Nm de 1.030 a 1.400 rpm.
- Potencia: 520 CV / 382 kW de 1.430 a 1.900 rpm.
  - Par: 2550 Nm de 1.050 a 1.430 rpm.

El Renault Magnum puede estar equipado con la parada del motor de forma automática. Este sistema apaga automáticamente el motor del vehículo cuando este gira al ralentí durante más de 5 minutos, siempre que el freno de estacionamiento esté activado, no haya ninguna toma de fuerza en funcionamiento y el motor esté caliente.
Para responder a las exigencias medioambientales EEV (Enhanced Environmentally friendly Vehicle), se ha desarrollado, para las motorizaciones Euro 5, una solución sin filtro de partículas, simple y poco costoso de mantenimiento.
El sistema de post tratamiento escogido por Renault Trucks para responder a la norma Euro 4 y anticipar Euro 5 es el sistema SCR (Selective Catalytic Reduction), que mejora la calidad de los gases de escape por un procedimiento de inyección de AdBlue. El nivel de emisión de partículas es tratado en su origen mediante la optimización de la combustión del motor; los óxidos de nitrógeno (NOx) producidos por la combustión del gasóleo son transformados en agua y en nitrógeno (principal componente del aire), mediante catálisis con la inyección de AdBlue en el escape.
El primer modelo del Renault Magnum, llamado Renault AE, estaba equipado con dos motores: el motor fabricado por Renault tenía 374 cv de potencia, y otro del fabricante estadounidense Mack con 415 cv. La segunda generación, con el apellido Magnum, tenía 400, 430, 470 y 503 cv, siendo el primer camión en sobrepasar la prestigiosa barrera de los 500 cv. 
La tercera generación tenía motores Mack de 12 litros con 400, 440 y 480 cv. 
El sistema se compone de varios elementos:
- Un depósito de AdBlue.
- Un módulo de dosificación del AdBlue.
- Un catalizador en el cual es pulverizado el AdBlue que permite la trnasformación del NOx en nitrógeno (N2) y agua (H20).
- Los captadores que aseguran el buen funcionamiento del conjunto del sistema (captador de NOx, nivel y temperatura del AdBlue, medida de la temperatura de los gases de escape,...).

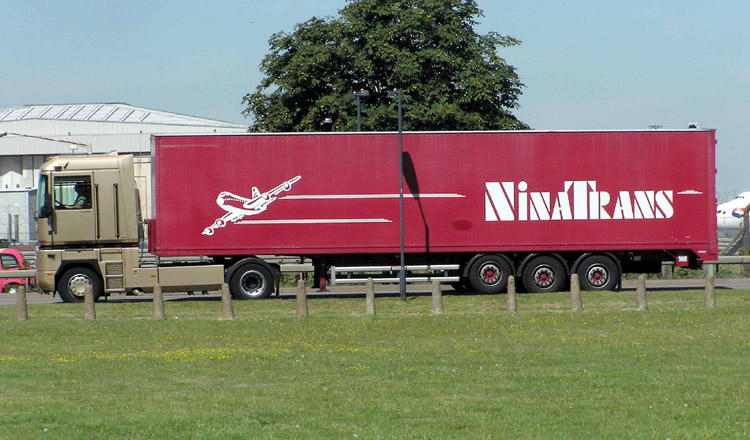
Un Renault Magnum con remolque en Londres.

## Cajas de cambio

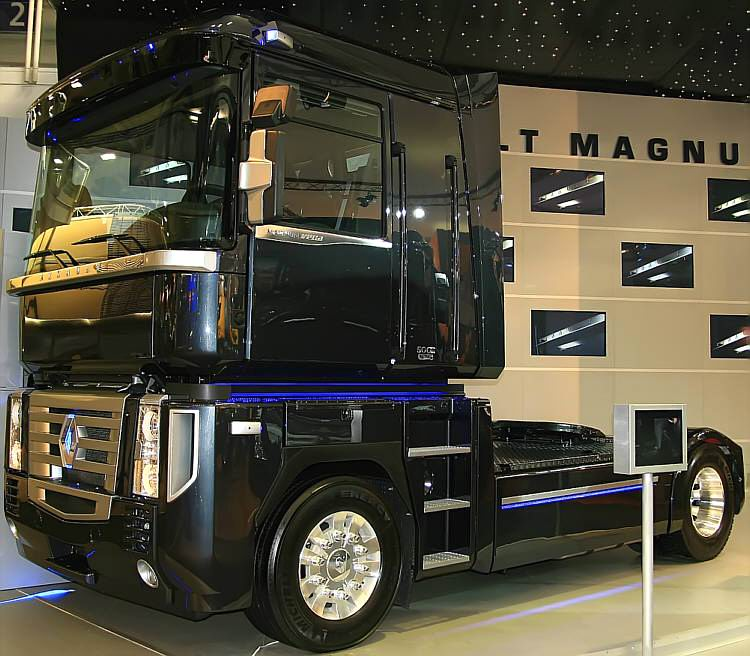
Renault Magnum VEGA DXI 500 hp

Las cajas de cambio disponibles en el Renault Magnum son mecánicas o robotizadas, y fueron diseñadas para sacar el mejor partido al motor DXi13.

### Cajas mecánicas ZF
Son 2 cajas de 16 velocidades (Euro 4):
- ZF 2320 TD (16,41 / 1)
- ZF 2520 TO (13,8 / 0,84)

2 cajas de 16 velocidades en Euro 5:
- ZF 16S 2230 TD (440 CV)
- ZF 16S 2530 TO (480 CV)

Estas cajas de cambio están equipadas con:
- Super H:

Un mando seguro que consiste en superponer las velocidades 5.ª a 8.ª sobra las velocidades 1.ª a 4.ª

Una electroválvula protege el sistema de los cambios de velocidad erróneos.

Protección del sincronizador del doblador de gama de la caja.

Evita el sobre-régimen del motor.

- Servoshift:

El Servoshift permite reducir los esfuerzos vinculados a los cambios de velocidad, gracias a un mando neumático del cambio por cables.

### Caja automatizada
Denominada Optidriver+ y con mando en el volante, es más ligera, compacta y silenciosa (-2 dB), asegura un cambio de velocidades todavía más rápido, y un confort y movilidad óptima en toda circunstancia.

A cada instante, incluso en el arranque, la caja Optidriver+ tiene en cuenta la carga, la pendiente, la cartografía del motor, la cadena cinemática y la petición de aceleración o de ralentización para engranar la relación más apropiada.

Optimizando permanentemente la utilización del motor en la zona de su mejor rendimiento, Optidriver+ permite no sólo consumir menos (-3% por término medio), sino también refuerza la longevidad del motor.

Compacta y ligera, la caja Optidriver+ ofrece una ganancia de peso de 60 kg con relación a las cajas mecánicas y contribuye a mejorar la carga útil.

La caja Optidriver+ forma siempre un conjunto con el sistema de frenos Optibrake.

## Frenado
Freno motor, freno de escape, ralentizadores, frenos de servicio... el Renault Magnum dispone de un sistema de frenado centralizado que gestiona el conjunto de los frenos y ofrece una seguridad excepcional con una deceleración de 7 m/s2, cuando las normas exigen 5 m/s2.

- Frenos de disco en todas las ruedas.
- EBS 5 de nueva generación.
- Asistente al frenado de urgencia.
- Asistente al arranque en pendiente.
- ABS y antipatinaje de las ruedas (ASR).
- ESP, Programa de Estabilización Electrónica (sobre rígido no remolcador y sobre tractora).

Oferta completa de ralentizadores hidráulicos acoplados al sistema de frenado para mayor confort y seguridad (corte automático al acelerar, corta al activarse el sistema ABS y conexión automática por el EBS que detecta las condiciones de adherencia).

### Freno motor: Optibrake
Asociado a la nueva caja de cambios Optidriver+, el freno motor Optibrake ofrece unas prestaciones excepcionales con 2 potencias de ralentización:
- 300 kW con Optibrake.
- 380 kW con Optibrake+ (Euro 4)
- 414 kW con Optibrake+ a 2300 rpm (Euro 5)

## Espacio interior

### Cabina
La cabina es espaciosa, tiene un piso totalmente plano de casi 5 m² y una altura libre en cualquier punto de 2,05 m. La cabina también está acondicionada con 1.090 litros de volumen portaobjetos.
- Colchón de 3 zonas con 140 mm de espesor. Dimensiones: 1.983 x 740 mm.
- Asiento con suspensión, volante regulable, consola central y porta-botellas refrigerado.
- Espacio comedor con mesa escamoteable, 2 asientos y frigorífico opcional.
- Espacio de descanso con asiento giratorio.
- Espacio de reposo con butaca replegable transformable en litera, cortina de separación y litera superior abatible.
- Mando Optidriver+ al volante, que mejora todavía más la circulación por el interior de la cabina.
- Climatización de serie.

### Equipamiento
Están disponibles 2 versiones de cabina

Una versión "Dúo" permitiendo al pasajero viajar en las mejores condiciones, gracias a un asiento de pasajero con suspensión (no giratorio).

Una versión "Solo" permitiendo al conductor pasar de un espacio de conducción a un espacio de descanso, gracias a un asiento de pasajero pivotante (ofrece una posibilidad de armario suplementario bajo el asiento).

Pueden ser equipadas con los Packs Privilege o Excellence, adaptándose a todas sus exigencias:

Pack Privilege (serie)

Con él, el Renault Magnum se beneficia de un alto nivel de acabado de serie:

* Climatizados.
* Trampilla de techo con mando eléctrico.
* Volante de lujo.
* Asiento del conductor gran confort.
* Radio CD.
* Tomas de 12V + 24V.
* Calefacción autónoma Aire/Aire.
* Cajón bajo la litera.
* Predisposición de teléfono.
* Telemando de radio.
* Mando a distancia de las puertas + Interruptor General (corta-baterías).
* Deflector corto suelto.

Pack Excellence

Añade a los equipos del Pack Privilege:

* Radio CD + cargador de 10 CD.
* Frigorífico bajo la litera.
* Abatimiento eléctrico de la cabina.
* Carenados laterales.
* Lavafaros.

## Costos de explotación
Para responder a la norma Euro4 y anticipar Euro5, Renault Trucks ha elegido la tecnología SCR:
* Reducción del consumo de combustible del 5% con relación a la media de los vehículos Euro 3 y a los vehículos Euro 4 con EGR.
* Optimización de los costos de mantenimiento.
* Sin mantenimiento específico del sistema SCR.
* Sin necesidad de un aceite de motor específico (como el caso de los motores con EGR).
* Sin impacto sobre los intervalos de cambio de aceite.
* Duración de la tecnología SCR idéntica a la del vehículo.
* Insensibilidad a la calidad del combustible.
* Fiabilidad: el sistema SCR es simple y ampliamente experimentado.
* Se cumple la norma Euro 5.

Reducción de los costos de mantenimiento:
* Intervalos de cambio de aceite motor hasta 100.000 km con aceites Renault Trucks Oils.
* Mantenimiento facilitado de los puentes (primer cambio suprimido), cambio de aceite cada 240.000 km en utilización estándar o 120.000 km en utilización severa con aceites Renault Trucks Oils.
El Renault Magnum se complementa con el Renault Premium Long Distance para el ámbito del transporte de larga distancia.